# 帕达尔·妮科莱特
帕达尔·妮科莱特（匈牙利語：Pádár Nikolett，2006年3月30日—），匈牙利女子游泳运动员，2022年世界青年锦标赛女子100米自由泳、女子200米自由泳、女子4×100米自由泳接力、女子4×200米自由泳接力和混合4×100米自由泳接力金牌得主、2024年世界短池锦标赛女子4×200米自由泳接力银牌得主。